# Гигантски горски скорпион
Гигантският горски скорпион, още Гигантски син скорпион (Heterometrus spinifer), е вид скорпион от семейство Същински скорпиони (Scorpionidae). Не е агресивен. Отровата му може да предизвика силна болка в ужиленото място, проблеми с очите, но не и смърт.

## Разпространение и местообитание
Този вид е разпространен в Югоизточна Азия и най-вече в Малайзия, Тайланд, Камбоджа и Виетнам. Обитава сенчести места във влажните джунгли, под храсти, дупки в земята, и между корените на дърветата, където може да се скрие през деня.

## Физически характеристики
Гигантският горски скорпион има черен до синкаво-черен цвят. Украсен е с черно-зелени бледи отблясъци. На дължина достига до 10 – 12 cm. Щипките му са добре развити.

## Хранене
Основната храна на този вид скорпиони е хлебарки, щурци и скакалци.